# Carangídeos
Carangídeos (Carangidae) é uma família de peixes perciformes da subordem Percoidei, superfamília Percoidea.

## Géneros
Alectis

Alepes

Atropus

Atule

Campogramma

Carangoides

Caranx

Chloroscombrus

Decapterus

Elagatis

Gnathanodon

Hemicaranx

Lichia

Megalaspis

Naucrates

Oligoplites

Pantolabus

Parastromateus

Parona

Pseudocaranx

Scomberoides

Selar

Selaroides

Selene

Seriola

Seriolina

Trachinotus

Trachurus

Ulua

Uraspis